# Morro da Pedra Redonda
O Morro da Pedra Redonda é uma elevação em Porto Alegre, capital do estado brasileiro do Rio Grande do Sul. Possui 288m de altitude, sendo um dos mais altos da cidade, atrás apenas do Morro São Pedro (289m), do Morro Pelado (298m) e do  Morro Santana (310m). Em termos de geomorfologia, o morro integra a denominada "Crista de Porto Alegre", com 18km de extensão.
Em seu topo, ergue-se um conhecido templo e ponto turístico, o Santuário Nossa Senhora Mãe de Deus, do qual é possível avistar a cidade e o Guaíba.

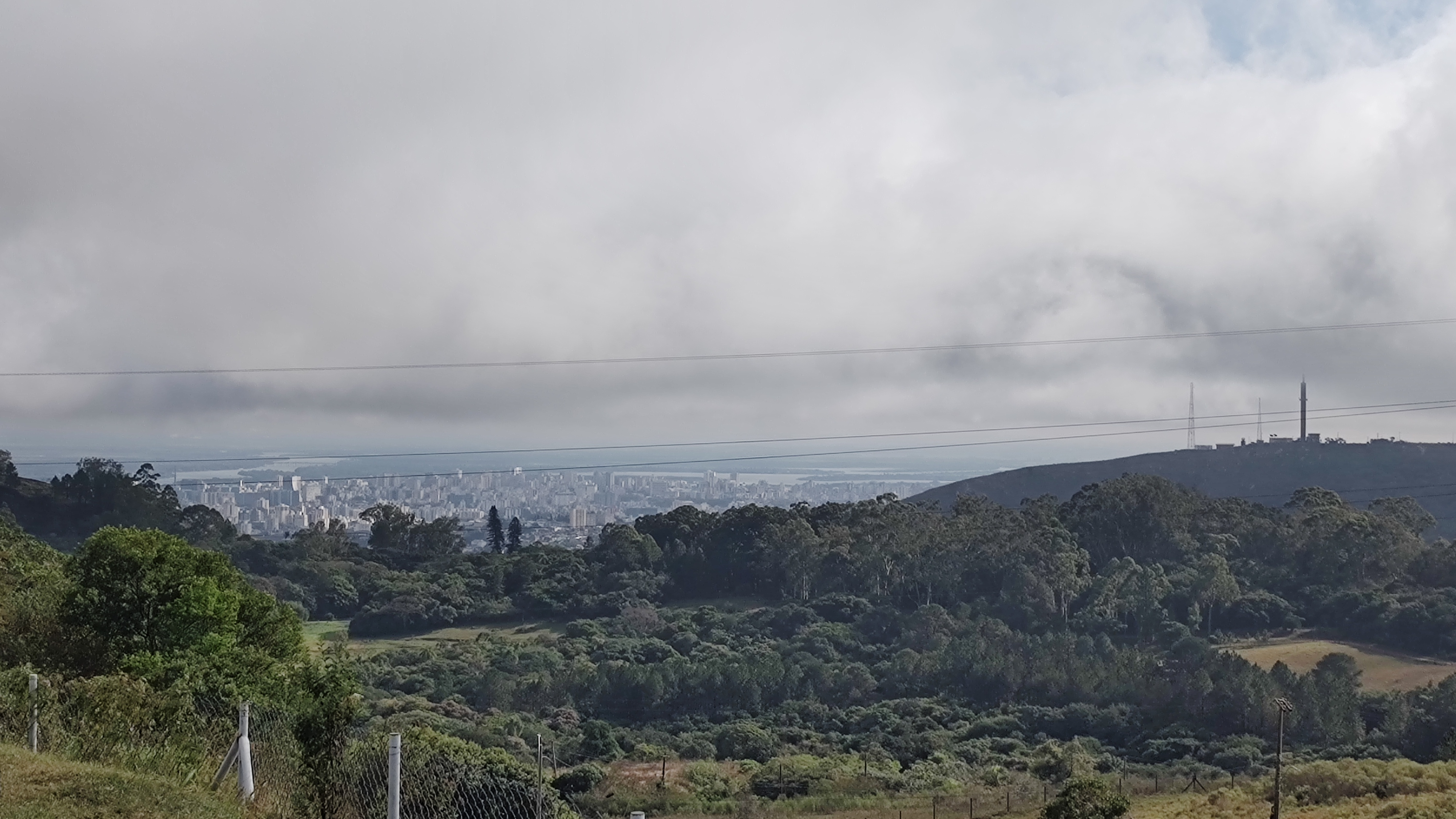
Vista do Morro Pedra Redonda para a vertente norte em direção ao Morro da Glória (esquerda), Centro de Porto Alegre (entre os morros) e Morro da Polícia (à direita).

Marcando a divisão entre os bairros Belém Velho (a oeste) e Vila Nova (a leste), o morro abriga várias nascentes do Arroio Cavalhada, inclusive um pequeno afluente desse, o Arroio Manresa. 
Apesar do nome, o morro não deve ser confundido com o bairro Pedra Redonda ou com sua praia homônima.